# Felix von Luckner
Felix Nikolaus Alexander Georg Graf  von Luckner (9 de junio de 1881, Dresde - 13 de abril de 1966, Malmö), a veces llamado Conde Luckner en inglés, fue un noble, oficial naval, corsario, autor y marinero alemán que se ganó el epíteto Der Seeteufel (el Diablo del Mar), y su tripulación la de Die Piraten des Kaisers (Piratas del Emperador), por sus hazañas al mando del asaltante de comercio de vela SMS Seeadler (Águila Marina) durante la Primera Guerra Mundial. Después de la guerra, Luckner se convirtió en un héroe de guerra en Alemania y fue reconocido en todo el mundo por su destreza en la navegación y su conducta caballeresca durante la guerra, lo que resultó en una mínima pérdida de vidas en ambos bandos.

## Primeros años de vida
Luckner nació en Dresde, en el territorio de Sajonia, Alemania, bisnieto de Nicolas Luckner, Mariscal de Francia y comandante en jefe del ejército francés del Rin, quien en el siglo XVIII fue ascendido al rango de Conde por el Rey de Dinamarca.

### Primer viaje
El joven Luckner soñaba con ser marinero,tuvo que enfrentarse a las expectativas de su padre de seguir la tradición familiar y convertirse en caballero. Sin embargo, después de fracasar en varias escuelas privadas, a la edad de trece años, decidió escapar al mar y cumplir su sueño. Se matriculó como grumete sin salario en un barco ruso bajo un nombre falso y viajó entre Hamburgo y Australia. Sin embargo, su historia podría haber terminado cuando cayó por la borda en medio del océano y el capitán se negó a lanzar un bote salvavidas para rescatarlo. Sin embargo, el primer oficial y algunos voluntarios desafiaron al capitán y lograron salvarlo. Mientras flotaba en el agua, Luckner agarró a un albatros que había aterrizado en su mano extendida, y gracias a los aletazos de las alas del ave y los movimientos circulares de otros albatros, la tripulación del bote salvavidas pudo encontrarlo y rescatarlo.

### Multiempleado
Al llegar a Fremantle, Australia Occidental, Luckner abandonó el barco y durante siete años trabajó en una asombrosa variedad de ocupaciones: fue vendedor del Ejército de Salvación; asistente del farero en el faro de Cape Leeuwin en Augusta, Australia Occidental, un trabajo que abandonó cuando el propio farero lo descubrió con su hija; cazador de canguros; un trabajador de circo; boxeador profesional (debido a su fuerza excepcional); pescador; marinero; guardia en el Ejército Mexicano del presidente Porfirio Díaz, obrero de la construcción del ferrocarril, cantinero y tabernero. Estuvo encarcelado por un corto tiempo en una cárcel chilena acusado de robar cerdos, sufrió dos fracturas en las piernas y lo echaron de un hospital en Jamaica por falta de dinero.

### Devuelta en Alemania
A la edad de veinte años, Luckner ingresó a una escuela de formación en navegación en Alemania, donde aprobó los exámenes. Para 1908 se había unido al vapor Petropolis propiedad de la empresa naviera Hamburg-Südamerikanische Line, con la intención de servir durante nueve meses antes de ofrecerse como voluntario para servir en la Armada Imperial Alemana durante un año, para obtener una comisión en la naval. Había jurado no volver con su familia excepto en uniforme, por su parte la familia que lo había dado por perdido se alegró con su regreso. En febrero de 1912, Luckner finalmente fue llamado a filas por la Armada y sirvió en la cañonera SMS Panther .

## Primera Guerra Mundial
En los primeros meses de la Primera Guerra Mundial, Felix von Luckner entró en acción en la Batalla de la bahía de Heligoland en el año de 1914. Luego en la Batalla de Jutlandia en 1916 comandó una torreta a bordo del acorazado Kronprinz Wilhelm .
Al comienzo de la guerra, Alemania convirtió un número considerable de barcos mercantes en asaltantes mercantes equipándolos con armas y enviándolos en busca de barcos mercantes aliados. La mayoría de los asaltantes armados no tuvieron mucho éxito, pero obligaron a fuerzas aliadas a cazarlos invirtiendo esfuerzo y tiempo. A principios de 1915, la mayoría de los asaltantes armados habían sido perseguidos y hundidos o se habían quedado sin combustible y habían sido internados en puertos neutrales.

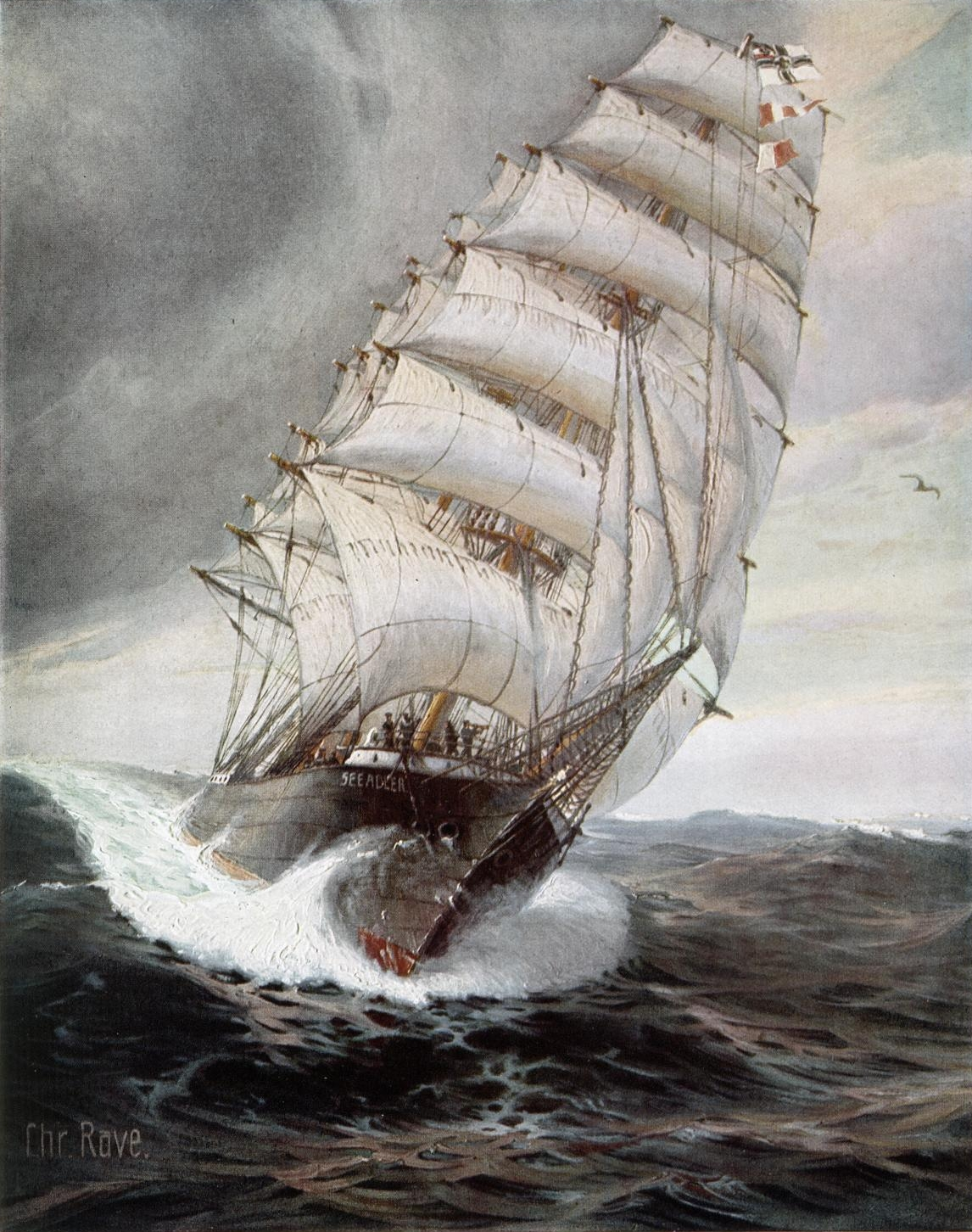
SMS Seeadler, asaltó el Atlántico y el Pacífico en una era de acorazados (pintura de Christopher Rave)

Con la esperanza de revivir las incursiones en el comercio, la Armada Imperial equipó el velero de tres mástiles incautado conocido como Pass of Balmaha (1.571 toneladas) con dos cañones de 105 mm escondidos detrás de borda con bisagras, varias ametralladoras y dos motores auxiliares de 500 HP cuidadosamente escondidos. Fue comisionado como el crucero auxiliar Seeadler ("Sea Eagle"). Como era casi el único oficial de la Armada alemana con amplia experiencia en grandes veleros, Luckner fue designado para comandarla.

### El viaje deSeeadler

#### Asaltante
La nave Seeadler salió del puerto el 21 de diciembre de 1916 y logró evadir el bloqueo británico disfrazada como un barco mercante noruego. La mayoría de los seis oficiales y 57 hombres de la tripulación, incluido el propio Luckner, habían sido seleccionados por su capacidad para hablar el idioma noruego, en caso de que fueran interceptados por los británicos. Para el día de Navidad, Seeadler estaba al sureste de Islandia, donde se encontró con el crucero mercante armado británico, el Avenger. El Avenger puso un grupo de inspección a bordo, pero no pudo detectar el engaño alemán.
El 9 de enero de 1917, el Seeadler se encontró con un barco de vapor de un solo embudo, levantó una señal solicitando una señal horaria (algo bastante común para un velero fuera de contacto con tierra durante mucho tiempo) y levantó la insignia imperial alemana demasiado tarde para que el objetivo no pudiera tomar alguna acción evasiva. Se necesitaron tres disparos para persuadir al Gladys Royle, de 3.268 toneladas, que transportaba carbón desde el puerto de Cardiff a la ciudad Buenos Aires en Argentina, para que se hiciera a la mar, su tripulación salió ilesa al combate pero fue hundido. .
Al día siguiente, Seeadler se encontró con otro barco de vapor, que se negó a identificarse. Se levantó la insignia imperial alemana y se disparó un tiro que dio a través de la proa del Lundy Island, que transportaba azúcar desde Madagascar. El vapor aún se negaba a virar, y Luckner le disparó cuatro rondas directamente. Luego, el vapor viró y bajó sus botes, pero su capitán ignoró la orden de ir al Seeadler . Se envió un grupo de abordaje alemán y descubrió que la tripulación había abandonado el barco cuando se hicieron los primeros disparos, dejando al capitán solo a bordo. El capitán Bannister le dijo más tarde a Luckner que había sido capturado previamente por un asaltante alemán y que le había dado su libertad condicional, que había roto; por lo tanto, no estaba ansioso por volver a ser prisionero de guerra. Luckner continuó su viaje hacia el sur, y el 21 de enero estaba en medio del Océano Atlántico entre Brasil y África occidental cuando encontró la barca francesa de tres mástiles de 2.199 toneladas Charles Gounod, que estaba cargada de maíz. Fue despachada rápidamente, pero su libro de registro registró información sobre otros barcos que había conocido y su ruta prevista.
El 24 de enero, la pequeña goleta canadiense Perce de 364 toneladas fue recibida y hundida por fuego de ametralladora, después de sacar a su tripulación y a la nueva amante del capitán. La nave de cuatro mástil francés Antonin de 3.071 toneladas, que estaba cargada con salitre chileno, fue requisado el 3 de febrero y pronto hundido. El 9 de febrero se hundió la nave Buenos Aires de origen italiano de 1.811 toneladas, que también transportaba salitre. El 19 de febrero, se avistó una barca de cuatro mástiles, que inmediatamente se apiló en vela en un esfuerzo por escapar; sin embargo, los motores del Seeadler le permitieron a Luckner alcanzar el vapor británico Pinmore de 2.431 toneladas para requisarlo, encontrando que transportaba un cargamento de grano. Por coincidencia, el propio Luckner había navegado en el Pinmore en sus días de navegación civil, allá por 1902. Llevó al Pinmore a Río de Janeiro para obtener más suministros, antes de finalmente hundirla.
El siguiente barco que se detuvo fue la bricbarca danesa llamada Viking, pero como no había nada inusual en su carga, se permitió que el barco neutral continuara sin ser molestado.

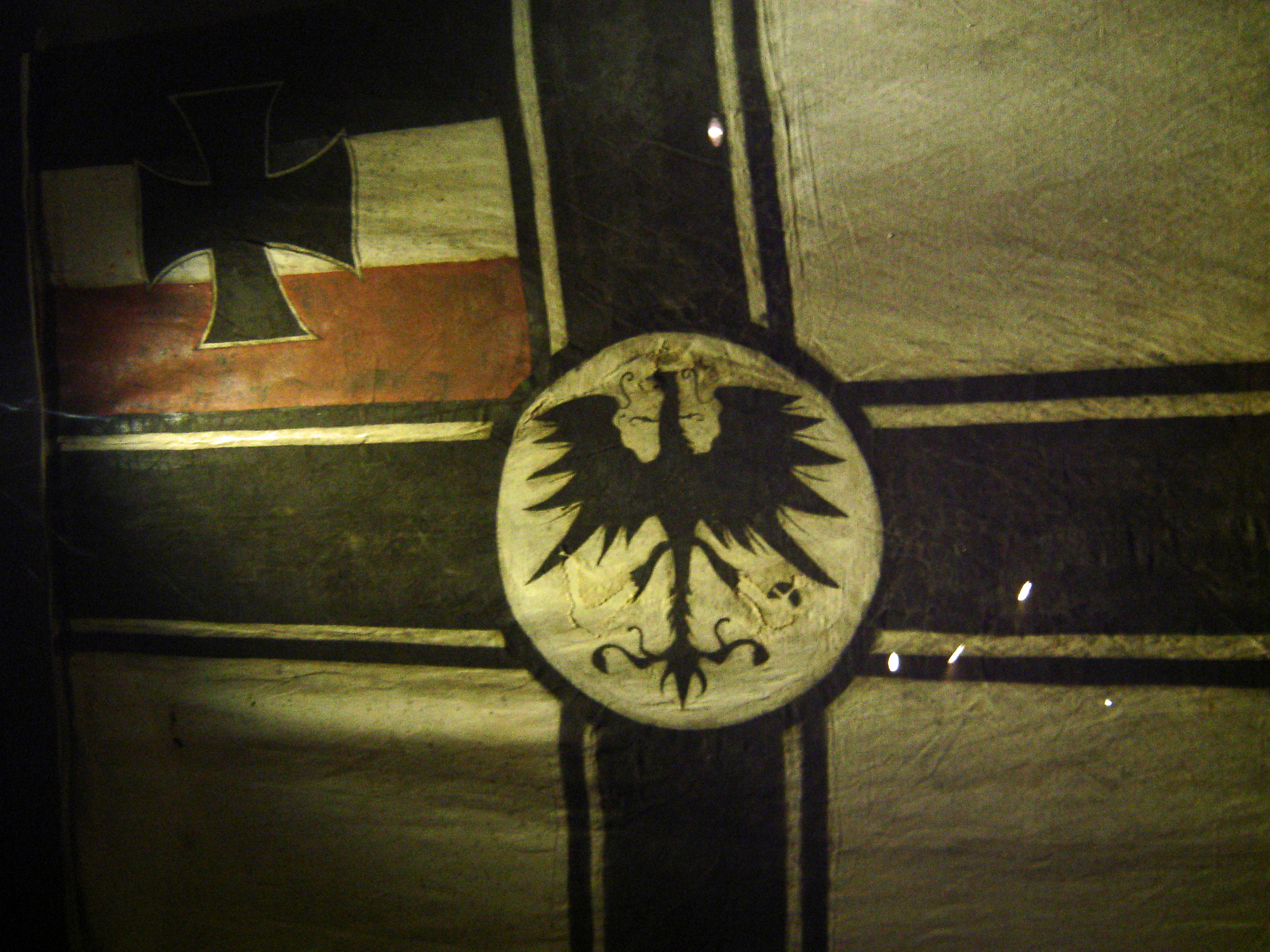
La insignia que Luckner levantaría en el Seeadler para transmitir una intención hostil ahora se exhibe en el Museo Memorial de la Guerra de Auckland.

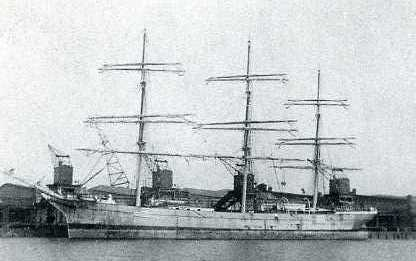
Pass de Balmaha posteriormente rebautizada como SMS Seeadler

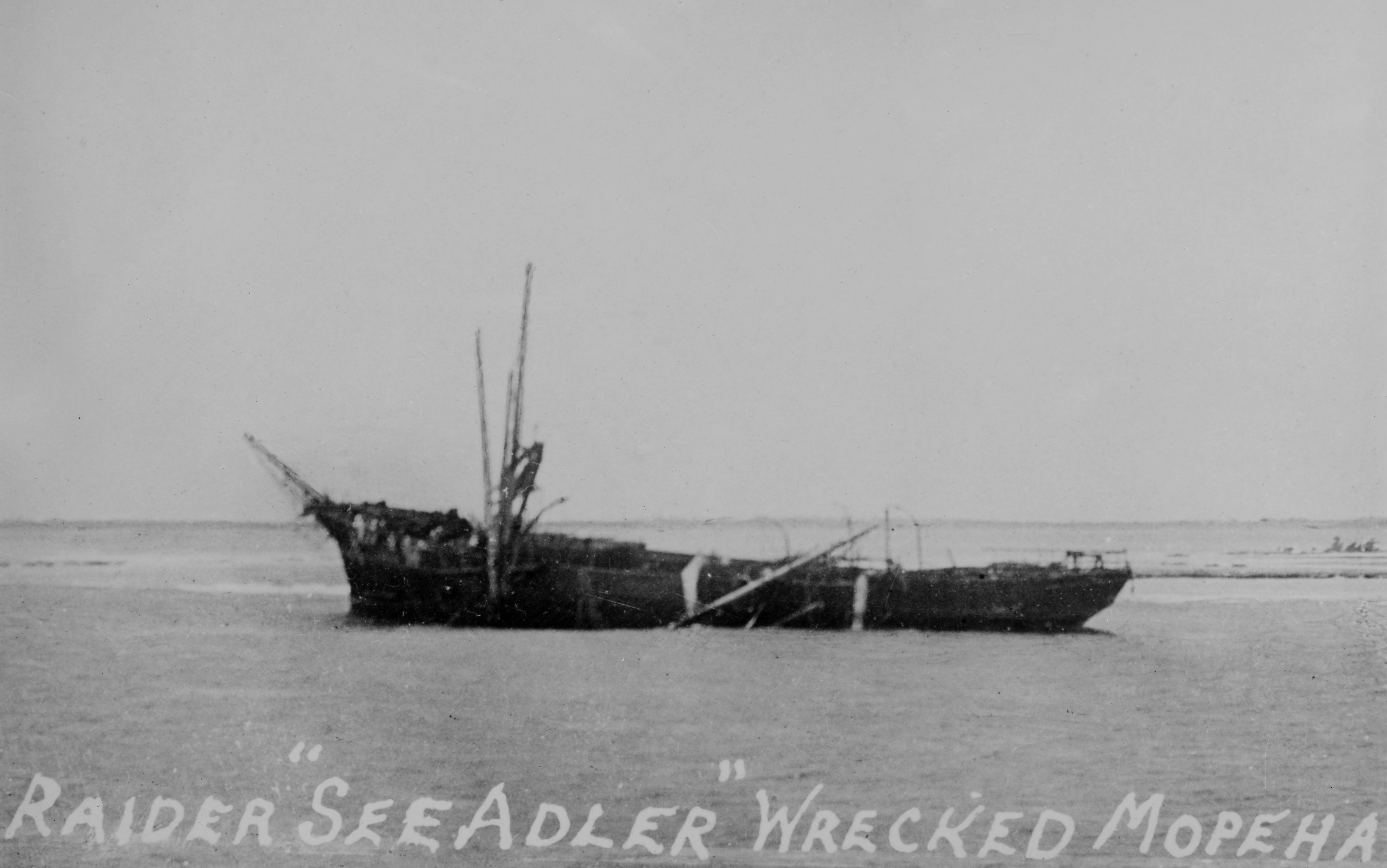
El Seeadler naufragado

#### Más víctimas
En la mañana del 26 de febrero, la nave británica British Yeoman de 1.953 toneladas, que transportaba un cargamento que incluía pollos y cerdos, fue detenida y hundida; la misma noche, la nave francesa Le Rochefoucauld fue víctima del Seeadler. El grupo de abordaje descubrió que Le Rochefoucauld había sido detenido recientemente por un crucero británico que buscaba al Seeadler .
En la noche del 5 de marzo, el Seeadler descubrió una barca de cuatro mástiles a la luz de la luna y señaló "¡Deténgase inmediatamente! Crucero Alemán". Curiosamente, el capitán del barco francés Dupleix de 2.206 toneladas remó hasta Seeadler, convencido de que otro capitán francés le estaba gastando una broma pesada. Pronto se deshizo de la idea cuando su barco fue hundido. La próxima víctima del Seeadler el 10 de marzo se le preguntó la seña, pero ignoró la señal. Luckner ordenó que se encendiera un generador de humo y el Horngarth de 3.609 toneladas se volvió para ayudar al velero "en llamas". Un solo disparo dejó fuera de servicio la radio del barco británico; esto resultó en la única víctima en el viaje del Seeadler. Un marinero británico, Douglas Page, murió cuando un disparo rompió una tubería de vapor. El Horngarth pronto fue hundido por la experimentada tripulación del Seeadler.
En ese momento, el Luckner tenía el problema de alimentar y mantener a salvo a casi 300 prisioneros, además de su propia tripulación. En consecuencia, cuando el 20 de marzo se capturó la barca francesa de cuatro mástiles Cambronne, Luckner dispuso que se retiraran el mástil de juanete del barco y los mástiles y velas adicionales, antes de poner a sus prisioneros a bordo de Cambronne bajo el mando del Capitán Mullen del Pinmore. El aparejo muy reducido en el Cambronne aseguró que el Seeadler pudiera escapar antes de que se pudiera informar su ubicación a los barcos de caza.
La Marina Real británica estaba muy al tanto de la ubicación general del Seeadler y tendió una trampa que consistía en que los cruceros mercantes armados Otranto y Orbita y el crucero blindado HMS Lancaster en el Cabo de Hornos le enboscaran. Sin embargo, una fuerte tormenta empujó al Seeadler considerablemente más al sur, antes de que entrara en el Océano Pacífico el 18 de abril y navegara hacia el norte a lo largo de la costa chilena. A principios de junio, Seeadler estaba al este de Kiritimati y se enteró de que Estados Unidos había entrado en la guerra. Por lo tanto, el Seeadler centró su atención en la navegación estadounidense, hundiendo el AB Johnson de San Francisco de 529 toneladas el 14 de junio, el RC Slade de 673 toneladas al día siguiente y la goleta Manila el 8 de julio. En ese momento, era necesario guardar el Seeadler para que su casco pudiera rasparse. Llegó a la pequeña isla de Mopelia, también conocida como Maupihaa, un atolón de coral de unos 10 kilómetros (6 mi) de diámetro en las Islas de la Sociedad, unos 450 kilómetros (280 mi) de Tahití.

#### Naufragio y varamiento
El Seeadler era demasiado grande para entrar en la laguna protegida de Mopelia y, en consecuencia, tuvo que anclar fuera del arrecife. El 2 de agosto se produjo el desastre. Según Luckner, el barco fue golpeado por un tsunami que lo arrojó hacía el arrecife. Sin embargo, algunos prisioneros estadounidenses alegaron que el barco encalló mientras los prisioneros y la mayoría de la tripulación estaban haciendo un pícnic en la isla.
La tripulación y sus 46 prisioneros ahora estaban varados en Mopelia, pero lograron salvar las provisiones, armas de fuego y dos de los botes del barco.

### Al escondite
Luckner decidió navegar con cinco de sus hombres en uno de los botes abiertos largos, aparejados como un balandro y llamados Kronprinzessin Cecilie. Siempre optimista, tenía la intención de navegar a la isla de Fiyi a través de las Islas Cook, capturar un velero, regresar a Mopelia para su tripulación y prisioneros, y reanudar su carrera de incursión.
Tres días después de salir de Mopelia, los marineros llegaron a la isla de Atiu, donde se hicieron pasar por marineros holandeses-estadounidenses que cruzaban el Pacífico por una apuesta. El Comisionado residente de Nueva Zelanda, dícese el administrador de la isla, les dio provisiones suficientes para llegar a otra isla del grupo, Aitutaki, donde se hicieron pasar por noruegos. El residente de Nueva Zelanda en Aitutaki sospechaba pero no tenía forma de detener al grupo, y Luckner llevó rápidamente a su grupo a la isla de Rarotonga. Al acercarse a Rarotonga en la oscuridad, Luckner vio un barco oscuro que pensó que era un crucero auxiliar, pero en realidad era un barco varado.
Luckner siguió adelante hasta la isla Wakaya de Fiyi, llegando después de un viaje de 3700 km (2299,1 mi) en un bote abierto. La mayoría de la gente en Wakaya aceptó la historia de los alemanes de ser noruegos náufragos, pero un escéptico llamó a un grupo de policías de la antigua capital de Fiyi, Levuka. El 21 de septiembre, la policía amenazó con que un arma inexistente en el ferry entre islas Amra volaría a Luckner fuera del agua. No deseando provocar un derramamiento de sangre y sin darse cuenta de que la policía no estaba armada, Luckner y su grupo se rindieron y fueron confinados en un campo de prisioneros de guerra en la isla Motuihe, frente a Auckland, Nueva Zelanda.
Mientras tanto, de vuelta en Mopelia, un pequeño barco mercante francés, el Lutèce, ancló fuera del arrecife. El teniente Kling de Seeadler, habiendo escuchado por radio la captura de su capitán, navegó hacia Lutèce y la capturó a punta de pistola. La tripulación francesa fue desembarcada con los demás prisioneros, y todos los alemanes embarcaron en el barco, al que rebautizaron como Fortuna, y pusieron rumbo a Sudamérica. El patrón de AB Johnson, el Capitán Smith, tomó el bote abierto restante de Mopelia con otros tres marineros estadounidenses y navegó 1600 km (994,2 mi) a Pago Pago en la Samoa Americana, llegando el 4 de octubre, donde finalmente pudieron informar a las autoridades de las actividades de Seeadler y gestionar el rescate de los otros 44 marineros que quedaron varados en Mopelia.
El Fortuna, mientras tanto, se dañó cuando golpeó rocas desconocidas en la Isla de Pascua. La tripulación se apresuró a desembarcar, donde fueron capturados por los chilenos por el resto de la guerra.

### Escapar
Luckner aún se negaba a aceptar que la guerra había terminado para él. El comandante del campo de prisioneros de guerra en Motuihe tenía a su disposición una lancha motora rápida, la Pearl, y el 13 de diciembre de 1917, Luckner fingió montar una obra de teatro navideña con sus hombres y usó sus provisiones para la obra para planificar su escapar. Él y otros prisioneros se apoderaron de la Perla y se dirigieron a la península de Coromandel. Usando una ametralladora, Luckner se apoderó del barco Moa de 90 toneladas y, con la ayuda de un sextante hecho a mano y un mapa copiado de un atlas escolar, navegó hacia las islas Kermadec, que contenían un depósito de náufragos en la isla Curtis. Un barco auxiliar perseguidor, el Iris, había adivinado el destino probable de Luckner y lo alcanzó el 21 de diciembre. Un año después de que comenzara su misión, la guerra finalmente terminó para Felix von Luckner. Pasó el resto de la guerra en varios campos de prisioneros de guerra en Nueva Zelanda, incluida la isla Ripapa en el puerto de Lyttelton, antes de ser repatriado a Alemania en 1919.

## Vida personal

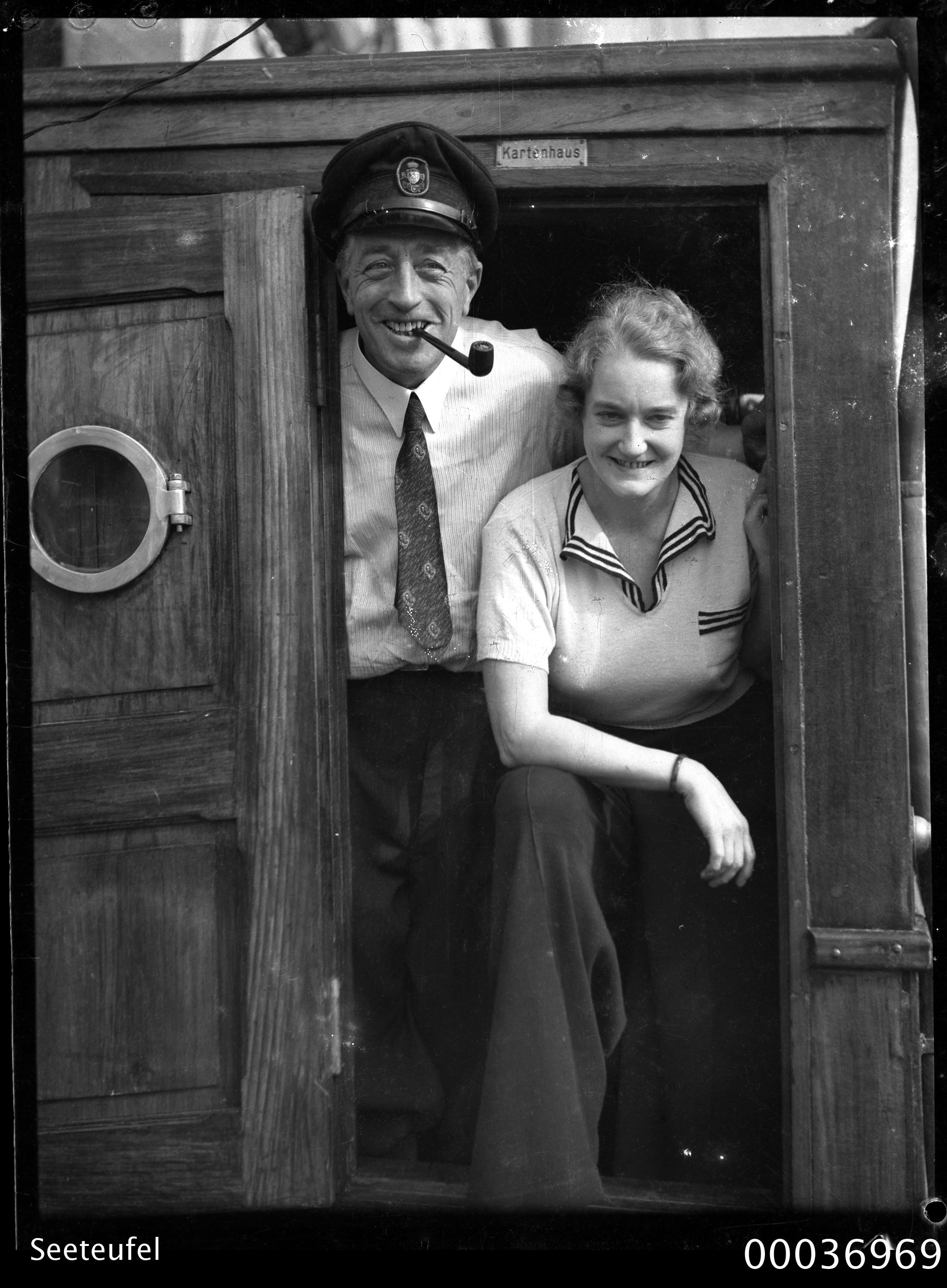
Luckner con su esposa Ingeborg en Sídney durante su viaje de buena voluntad a Australia, 1938

Luckner se casó dos veces. Se casó con Petra Schultz originaria de Hamburgo, con quien tuvo una hija, Inge-Maria, nacida en 1913. Se divorciaron en 1914. El 24 de septiembre de 1924 se casó con Ingeborg Engeström en Malmö, Suecia .

## Vida de posguerra

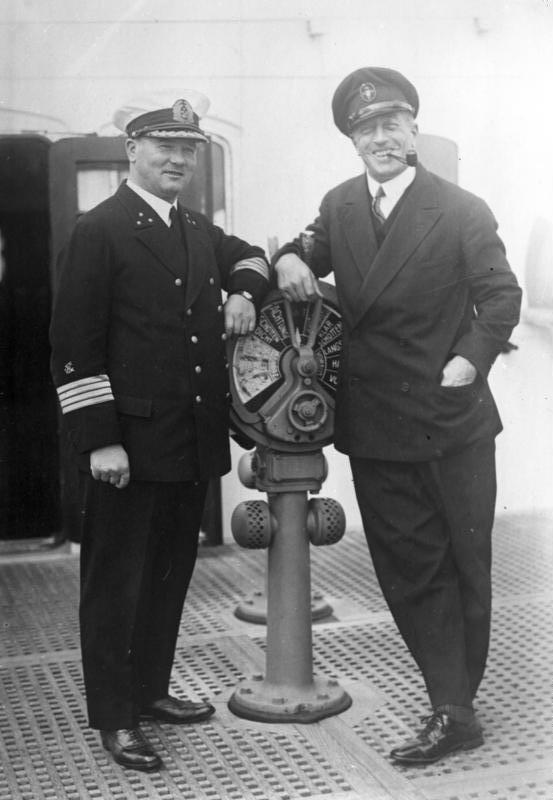
Luckner a su llegada a Bremen, 1930

El 12 de mayo de 1921, Luckner se convirtió en masón de la Gran Logia Madre Nacional, "Los Tres Globos" (Zur goldenen Kugel) en Hamburgo. Escribió un libro sobre sus aventuras durante la guerra que se convirtió en un éxito de ventas en Alemania, y un libro sobre él de Lowell Thomas difundió su fama más ampliamente.
En 1926, Luckner recaudó fondos para comprar un velero al que llamó Vaterland y emprendió una misión de buena voluntad alrededor del mundo, saliendo de Bremen el 19 de septiembre y llegando a Nueva York el 22 de octubre de 1926. Un orador entretenido, fue ampliamente admirado por su habilidad marinera y por haber peleado su guerra en el mar con una pérdida de vidas tan mínima. Esto le abrió muchas puertas en Estados Unidos, donde habló en cientos de ocasiones por todo el país, tanto en alemán como, más tarde, cada vez más, en inglés. Ganó el apoyo de muchas personas notables, incluidos diplomáticos, políticos e incluso algunos miembros de la Legión Estadounidense. Henry Ford le regaló a Luckner un automóvil y la ciudad de San Francisco lo convirtió en ciudadano honorario. El presidente estadounidense, Calvin Coolidge, quiso reunirse con él, pero Luckner se negó a pedido de su gobierno. Sintiendo que su "misión de buena voluntad", como la llamó en su diario de viaje, Seeteufel erobert Amerika ("El diablo del mar conquista América"), no podría tener mayor éxito en otros lugares, ni podría sostenerse financieramente con los ingresos como orador, sin embargo popular y exitoso; Regresó a Alemania, donde llegó el 19 de abril de 1928.

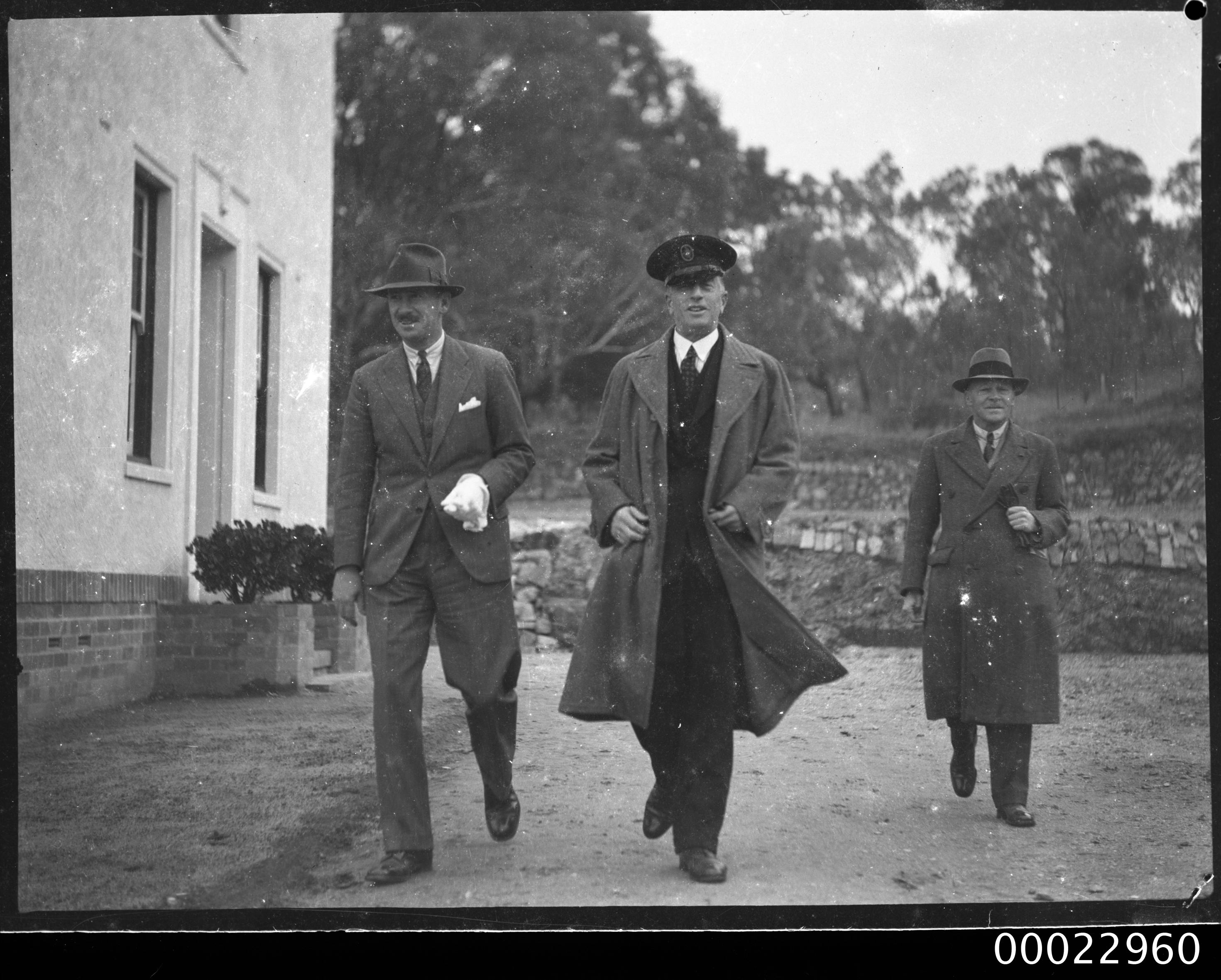
Luckner visitando el Real Colegio Militar de Duntroon, 1938

Luckner era un visitante frecuente de la casa Heydrich en Halle, Sajonia, donde sus historias de las aventuras en el Seeadler inspiraron a un joven Reinhard Heydrich a unirse a la Reichsmarine de entreguerras. En 1937 y 1938, Luckner y su esposa dieron la vuelta al mundo en su yate Seeteufel, y fueron recibidos en Nueva Zelanda y Australia, aunque algunos lo vieron como un apologista del régimen nazi. Durante su visita a Queensland, Australia, los Luckner fueron agasajados por la prensa y el público. La oficina de Brisbane de la Commonwealth Investigation Branch (CIB), mantuvo una vigilancia de los Luckner durante su visita, con el inspector a cargo de la CIB en Brisbane, Bob Wake, asistiendo a una función de gala celebrada en honor a la pareja alemana. El menú de gala estuvo decorado con una esvástica . El CIB mantuvo registros detallados de todos sus contactos, y cuando Australia declaró la guerra a Alemania, muchos de estos contactos fueron detenidos e internados.
Durante la Segunda Guerra Mundial, Adolf Hitler trató de utilizar a Luckner con fines propagandísticos, aunque como masón, Luckner no estaba en uno de los grupos de personas favorecidos por los nazis. Luckner se negó a renunciar a su pertenencia a la masonería ya las diversas ciudadanías honorarias concedidas en los Estados Unidos y, en consecuencia, sufrió la congelación de sus cuentas bancaria. En 1943, salvó la vida de una mujer judía, Rose Janson, a quien le facilitó un pasaporte que encontró en el lugar de una bomba, y que posteriormente logró escapar a Estados Unidos a través de un país neutral. Al final de la guerra, el alcalde de Halle, donde vivía, le pidió a Luckner que negociara la rendición de la ciudad ante las fuerzas estadounidenses que se acercaban, lo cual hizo, aunque no regresó a la ciudad después de escuchar que los nazis lo habían condenado. a muerte.
Luckner tenía una gran fuerza física y se destacó por su habilidad para doblar monedas entre los dedos pulgar, índice y medio de su mano derecha y para romper guías telefónicas (siendo la más gruesa la de la ciudad de Nueva York), con sus propias manos. Con motivo de su visita a Australia en 1938, el Sídney Labor Daily publicó una caricatura que mostraba al Kaiser Wilhelm rompiendo el Pacto de Neutralidad Belga, Adolf Hitler rompiendo otro acuerdo y Luckner rompiendo un directorio, con la leyenda "Todos tienen la Hábito".
Luckner fue un prolífico firmante de autógrafos, y sus autógrafos originales aparecen con frecuencia en subastas y ventas de bienes.
Después de la Segunda Guerra Mundial, Luckner se mudó a Suecia, donde vivió en Malmö con su segunda esposa sueca Ingeborg Engeström hasta su muerte en Malmö a la edad de 84 años en 1966. Sin embargo, su cuerpo fue devuelto a Alemania y fue enterrado en el Cementerio Principal Ohlsdorf, Hamburgo.

## Escritura
Luckner escribió la introducción del libro de Alfred von Niezychowski The Cruise of the Kronprinz Wilhelm, 1928, publicado por Doubleday & Company, sobre su tiempo en el crucero auxiliar Kronprinz Wilhelm .

## Series de TV
Entre 1973 y 1975, una coproducción franco-alemana produjo una serie de aventuras de 39 episodios titulada "Graf Luckner" para la cadena de televisión alemana ARD, con Luckner como héroe. El subtítulo en francés era "Les Aventures du Capitaine Luckner" .
El episodio 26 de la serie de televisión Tales from Te Papa presentó el sextante utilizado por Luckner en su intento de escapar del cautiverio en Nueva Zelanda.

## Sociedad del Conde Felix von Luckner
El 29 de marzo de 2004 se fundó en Halle la sociedad "Felix Graf von Luckner Gesellschaft" o en español la Sociedad del Conde Felix von Luckner, con el objetivo de conmemorar la vida y obra de Luckner, especialmente su papel en la salvaguardia de la ciudad de Halle en abril de 1945. La sociedad también desea crear un monumento y museo para Luckner en Halle y restaurar su yate Seeteufel, que actualmente se encuentra en malas condiciones y se encuentra en Rusia. A los pocos meses de su creación, la sociedad tenía más de 100 miembros en 14 países.